# هاري مان
هاري مان (بالإنجليزية: Harry Mann)‏ هو سياسي أسترالي، ولد في 18 يوليو 1873 في أستراليا، وتوفي في 4 أكتوبر 1952 في برث في أستراليا. حزبياً، نشط في Nationalist Party (Australia) ‏. وقد انتخب عضو الجمعية التشريعية لأستراليا الغربية.